# Carl Rydberg
Carl Gustaf Rydberg (i riksdagen kallad Rydberg i Eksund), född 16 maj 1844 i Kimstads socken, Östergötlands län, död 21 november 1908 i Norrköpings Borgs församling, Östergötlands län, var en svensk godsägare och riksdagsman.
Rydberg var ägare till godset Eksund i Östergötland. I riksdagen var han ledamot av andra kammaren i Björkekinds, Östkinds, Lösings, Bråbo och Memmings domsagas valkrets 1892–1899 och tillhörde första kammaren 1901–1906.